# UFC: Fight for the Troops 3
UFC: Fight for the Troops 3（ユーエフシー：ファイト・フォー・ザ・トゥループス・スリー、別名UFC Fight Night 31）は、アメリカ合衆国の総合格闘技団体「UFC」の大会の一つ。2013年11月6日、ケンタッキー州ホプキンスビルのフォートキャンベル陸軍基地で開催された。

## 大会概要
一般人の観戦が不可能な米軍基地慰問大会として、UFC Fight Night: Sanchez vs. Riggs、UFC: Fight for the Troops、UFC: Fight for the Troops 2に続く4度目の開催となり、ティム・ケネディ、コルトン・スミス、リズ・カムーシェ、ニール・マグニーなどアメリカ軍に縁のある選手が多く出場した。

### カード変更
負傷などによるカードの変更は以下の通り。
- アントニオ・ブラガ・ネト → ブライアン・ヒューストン（第1試合）

- ニック・レンツ → スティーブン・サイラー（第6試合）

- リョート・マチダ → ハファエル・ナタル（第13試合）

## 試合結果

### アーリープレリム
第1試合 ミドル級ワンマッチ 5分3R
○  デレク・ブランソン vs.  ブライアン・ヒューストン ×
1R 0:48 リアネイキドチョーク
第2試合 ウェルター級ワンマッチ 5分3R
○  セス・バジンスキー vs.  ニール・マグニー ×
3R終了 判定3-0（29-28、29-28、29-28）
第3試合 ライト級ワンマッチ 5分3R
○  ヤンシー・メデイロス vs.  イーブス・エドワーズ ×
1R 2:47 KO（左アッパー→パウンド）
※メデイロスの薬物検査失格によりノーコンテスト。
第4試合 ミドル級ワンマッチ 5分3R
○  ロレンツ・ラーキン vs.  クリス・カモージー ×
3R終了 判定3-0（30-27、30-27、29-28）

### プレリミナリーカード
第5試合 女子バンタム級ワンマッチ 5分3R
○  アマンダ・ヌネス vs.  ジャーメイン・デランダミー ×
1R 3:56 TKO（グラウンドの肘打ち）
第6試合 フェザー級ワンマッチ 5分3R
○  デニス・バミューデス vs.  スティーブン・サイラー ×
3R終了 判定3-0（30-27、30-27、30-27）
第7試合 バンタム級ワンマッチ 5分3R
○  フランシスコ・リベラ vs.  ジョージ・ループ ×
2R 2:20 TKO（スタンドパンチ連打）
第8試合 ライト級ワンマッチ 5分3R
○  ボビー・グリーン vs.  ジェームス・クラウス ×
1R 3:50 TKO（左ミドルキック）

### メインカード
第9試合 ライト級ワンマッチ 5分3R
○  マイケル・キエーザ vs.  コルトン・スミス ×
2R 1:41 リアネイキドチョーク
第10試合 ライト級ワンマッチ 5分3R
○  ルスタム・ハビロフ vs.  ホルヘ・マスヴィダル ×
3R終了 判定3-0（30-27、29-28、30-27）
第11試合 ミドル級ワンマッチ 5分3R
○  ヨエル・ロメロ vs.  ホニー・マルケス ×
3R 1:39 KO（左ストレート→パウンド）
第12試合 女子バンタム級ワンマッチ 5分3R
○  アレクシス・デイヴィス vs.  リズ・カムーシェ ×
3R終了 判定3-0（30-27、30-27、29-28）
第13試合 ミドル級ワンマッチ 5分5R
○  ティム・ケネディ vs.  ハファエル・ナタル ×
1R 4:40 KO（左フック→パウンド）

### 各賞
ファイト・オブ・ザ・ナイト： ルスタム・ハビロフ vs. ホルヘ・マスヴィダル
ノックアウト・オブ・ザ・ナイト： ティム・ケネディ
サブミッション・オブ・ザ・ナイト： マイケル・キエーザ
各選手にはボーナスとして5万ドルが支給された。